# Comuna Săseni, Călărași
Comuna Săseni este o comună din raionul Călărași, Republica Moldova. Este formată din satele Săseni (sat-reședință) și Bahu.

## Demografie
Conform datelor recensământului din 2014, comuna are o populație de 2.249 de locuitori. La recensământul din 2004 erau 2.315 locuitori, dintre care 49,16% bărbați și 50,84% femei. Compoziția etnică a populației comunei arăta în felul următor: 99% - moldoveni, 0,39% - ucraineni, 0,34% - ruși, 0,08% - găgăuzi, 0,16% - bulgari, 0,13% - alte etnii.

## Administrație și politică
Componența Consiliului local Săseni (11 consilieri), ales la 5 noiembrie 2023, este următoarea:
|  | Partid                               | Consilieri | Componență | Componență | Componență | Componență | Componență | Componență |
|  | ------------------------------------ | ---------- | ---------- | ---------- | ---------- | ---------- | ---------- | ---------- |
|  | Coaliția pentru Unitate și Bunăstare | 6          |            |            |            |            |            |            |
|  | Partidul Acțiune și Solidaritate     | 5          |            |            |            |            |            |            |